# Hit for Six
Hit for Six is het debuutalbum van de Engelse punkband Consumed. Het werd uitgegeven via het punklabel Fat Wreck Chords. Hit for Six was na de ep Breakfast at Pappa's de tweede uitgave van de band via Fat Wreck Chords. Het album werd uitgegeven op 2 november 1999.

## Nummers
1. "Sunny Side Up" - 2:29
2. "On the Take Again" - 2:01
3. "Wake Up With a Smile" - 2:45
4. "King Kong Song" - 3:08
5. "Nicky Fry" - 1:51
6. "Something to Do" - 1:50
7. "Lead the Way" - 2:23
8. "Twat Called Maurice" - 2:40
9. "Butterside Down" - 2:29
10. "Do the Duchess" - 2:26
11. "Chop Suicide" - 2:33
12. "Promoter Head" - 1:49
13. "Black and Blue" - 2:57
14. "Start Living" - 2:30

## Band
- Steve Ford - gitaar, zang
- Mike Ford - gitaar, zang
- Baz Barrett - basgitaar
- Chris Billam - drums